# خانه سیستانی (آرشام)
خانه سیستانی (آرشام)  مربوط به دوره زند است و در بم، محله باغ خان واقع شده و این اثر در تاریخ ۲۴ بهمن ۱۳۷۵ با شمارهٔ ثبت ۱۸۳۵ به‌عنوان یکی از آثار ملی ایران به ثبت رسیده است.